# Ейс Вентура: Повикът на дивото
„Ейс Вентура: Повикът на дивото“ (на английски: Ace Ventura: When Nature Calls) е американска комедия от 1995 г., продължение на „Ейс Вентура: Зоодетектив“ (1994) и втора част от поредицата „Ейс Вентура“. Джим Кери повтаря ролята си на Ейс Вентура.